# InterLiga
El InterLiga fue un torneo clasificatorio para la Copa Libertadores disputado por equipos mexicanos. Se llevó a cabo desde el año 2004 hasta el 2010. El InterLiga sustituyó a la Copa Pre Libertadores que jugaban los equipos mexicanos contra venezolanos. En este periodo del torneo, México contaba con tres lugares para la Libertadores, de los cuales el InterLiga definía los últimos dos equipos que calificaban a la Copa.
El último campeón de este torneo fue el Monterrey quien logró su primer título al derrotar 3:1 en tanda de penales al América. El equipo de los Tigres UANL fue el que más títulos logró al ganar en dos ocasiones: 2005 y 2006.

## Historia
Una vez que culminó el contrato firmado de la Federación Mexicana de Fútbol con la Federación Venezolana para disputar dos boletos para la Copa Libertadores, la federación consiguió que la CONMEBOL le diera dos boletos directos para participar en la Copa Libertadores.
El reglamento de la Copa Libertadores dice que los equipos representantes de los países deben ser los campeones, pero en caso de México los campeones deben asistir a la Copa de Campeones de la Concacaf por lo que la federación decidió buscar una manera para calificar a los 2 equipos a la Copa. Tras ese suceso se creó el InterLiga disputadonse en el mes de enero previo al comienzo de la Libertadores.
En 2004 se llevó a cabo la primera edición del torneo con 8 equipos, de donde salieron los 2 representes mexicanos para el torneo continental.
Para el año 2005 la CONMEBOL dio otro boleto a México por lo que el sistema del InterLiga cambio, el México 1 lo definían los campeones del año anterior en un partido a ida y vuelta, y el perdedor tomaba parte del InterLiga. Este tipo de definición cambio en 2007 ya que a partir de la Copa Libertadores 2009 se tomara en cuenta a los primeros 9 de la clasificación final del Torneo Apertura anterior (Torneo Apertura 2008), quitando a los clubes que estén calificados a la Copa de Campeones de la Concacaf, el primero de esa clasificación accederá a la libertadores como México 1, los otros 8 participaran en el InterLiga.
En 2010 se decide dar por concluido el contrato con la empresa que organizaba el torneo en Estados Unidos por lo que se descontinuo el torneo y los boletos de México a la Copa Libertadores los obtendrán los primeros 3 equipos en la tabla general del Torneo Apertura del año previo a la Copa.

## Sistema de competencia

### Ronda de grupos
2004-2010: Los equipos se enfrentaban en un cuadrangular y los que obtenían los dos primeros lugares clasificaban a las finales, basados en un sistema de puntos (3 por partido ganado, 1 por empate y 0 por derrota).
2004: En caso de igualdad en puntos, se utilizaba la diferencia de goles, goles a favor entre los equipos empatados.
2005-2010: En caso de igualdad en puntos, se utilizaba la diferencia de goles entre los equipos empatados, duelo particular y en última instancia se efectuaba un sorteo.

### Ronda final
Para la ronda final avanzaban los 2 primeros lugares de cada grupo.
2004: La Final 1 la disputaron los primeros de cada grupo y la Final 2 los segundos de cada grupo; el ganador de la Final 1 fue el México 1
2005-2010: Se cruzaban los primeros contra los segundos de grupo y se conformaban las finales de la siguiente manera:
- Final 1: El primero con más puntos (1) vs el segundo del otro grupo (4).
- Final 2: El primero con menos puntos (2) vs el segundo del otro grupo (3).

Si en la Final 1 ganaba el equipo que terminó como (1) era considerado el campeón (México 2) y el ganador de la Final 2 era el México 3, en caso contrario el campeón (México 2) era el ganador de la Final 2 y el México 3 era el (4).

### Recalificación
Esta ronda se jugó únicamente en la edición de 2004, la disputaron el perdedor de la Final 1 y el ganador de la Final 2, se jugó a partidos de ida y vuelta el ganador tomó el lugar de México 2.

## Clasificación
A partir del InterLiga 2009 se tomaron en cuenta a los primeros 9 equipos de la clasificación final (exceptuando a los equipos que habían calificado a la Copa de Campeones de la Concacaf) del Torneo Apertura anterior (Torneo Apertura), el primero de dicha clasificación calificó a la Copa Libertadores como México 1 y los otros 8 clubes participaron en el InterLiga.

## Lista de campeones
| Año           | Campeón Ganador México 2 | Subcampeón Ganador México 3 | Tercer lugar | Cuarto lugar |
| ------------- | ------------------------ | --------------------------- | ------------ | ------------ |
| 2004 Detalles | Santos                   | América                     | Atlas        | Morelia      |
| 2005 Detalles | Tigres UANL              | Guadalajara                 | Toluca       | Chiapas      |
| 2006 Detalles | Tigres UANL              | Guadalajara                 | Monterrey    | Veracruz     |
| 2007 Detalles | Necaxa                   | América                     | Tigres UANL  | Chiapas      |
| 2008 Detalles | América                  | Atlas                       | Cruz Azul    | San Luis     |
| 2009 Detalles | Guadalajara              | Pachuca                     | Morelia      | Atlas        |
| 2010 Detalles | Monterrey                | Estudiantes                 | América      | Puebla       |

| Año  | Técnico                |
| ---- | ---------------------- |
| 2004 | Eduardo De La Torre    |
| 2005 | Leonardo Álvarez       |
| 2006 | Ricardo Ferretti       |
| 2007 | José Luis Trejo        |
| 2008 | Daniel Brailovsky      |
| 2009 | Efraín Flores          |
| 2010 | Víctor Manuel Vucetich |

## Estadísticas

### Finales jugadas ganadas
| Club        | Finales 1 jugadas | Finales 1 ganadas | Finales 2 jugadas | Finales 2 ganadas |
| ----------- | ----------------- | ----------------- | ----------------- | ----------------- |
| Tigres UANL | 2                 | 2                 | 1                 | 0                 |
| América     | 1                 | 1                 | 2                 | 2                 |
| Guadalajara | 1                 | 1                 | 2                 | 2                 |
| Necaxa      | 1                 | 1                 | 0                 | 0                 |
| Santos      | 1                 | 1                 | 0                 | 0                 |
| Monterrey   | 2                 | 1                 | 1                 | 0                 |
| Atlas       | 1                 | 0                 | 1                 | 1                 |
| Estudiantes | 0                 | 0                 | 1                 | 1                 |
| Pachuca     | 0                 | 0                 | 1                 | 1                 |
| Chiapas     | 1                 | 0                 | 1                 | 0                 |
| Toluca      | 1                 | 0                 | 0                 | 0                 |
| Cruz Azul   | 1                 | 0                 | 0                 | 0                 |
| San Luis    | 0                 | 0                 | 1                 | 0                 |
| Morelia     | 0                 | 0                 | 1                 | 0                 |
| Veracruz    | 0                 | 0                 | 1                 | 0                 |

## Tabla histórica 2004-2010
| Pos. | Equipo      | Part. | PJ  | PG | PE | PP | GF  | GC  | Dif. | Pts. |
| ---- | ----------- | ----- | --- | -- | -- | -- | --- | --- | ---- | ---- |
| 1    | América     | 6     | 23  | 13 | 8  | 2  | 45  | 30  | 15   | 47   |
| 2    | Tigres UANL | 5     | 19  | 8  | 4  | 7  | 32  | 32  | 0    | 28   |
| 3    | Guadalajara | 4     | 15  | 5  | 7  | 3  | 28  | 23  | 5    | 22   |
| 4    | Atlas       | 3     | 13  | 5  | 5  | 4  | 28  | 20  | 8    | 20   |
| 5    | Toluca      | 4     | 13  | 6  | 2  | 5  | 16  | 13  | 3    | 20   |
| 6    | Necaxa      | 3     | 10  | 5  | 2  | 3  | 14  | 16  | -2   | 17   |
| 7    | Morelia     | 5     | 17  | 4  | 3  | 10 | 19  | 26  | -7   | 15   |
| 8    | Chiapas     | 2     | 8   | 3  | 2  | 3  | 12  | 9   | 3    | 11   |
| 9    | Pachuca     | 2     | 7   | 3  | 2  | 2  | 13  | 11  | 2    | 11   |
| 10   | Monterrey   | 3     | 10  | 3  | 2  | 5  | 10  | 13  | -3   | 11   |
| 11   | Santos      | 2     | 7   | 2  | 3  | 2  | 16  | 16  | 0    | 9    |
| 12   | Cruz Azul   | 3     | 10  | 2  | 3  | 5  | 11  | 17  | -6   | 9    |
| 13   | Puebla      | 1     | 3   | 2  | 0  | 1  | 6   | 3   | 3    | 7    |
| 14   | Veracruz    | 1     | 4   | 2  | 0  | 2  | 6   | 6   | 0    | 6    |
| 15   | San Luis    | 1     | 4   | 2  | 0  | 2  | 3   | 4   | -1   | 6    |
| 16   | Estudiantes | 2     | 6   | 1  | 2  | 3  | 5   | 12  | -7   | 5    |
| 17   | UNAM        | 1     | 3   | 1  | 0  | 2  | 1   | 3   | -2   | 3    |
| 18   | Atlante     | 3     | 9   | 1  | 3  | 6  | 15  | 26  | -11  | 6    |
|      | Total       |       | 168 | 64 | 42 | 64 | 259 | 259 | -    | 234  |

## Participaciones
| Equipo      | Participaciones | Años                               |
| ----------- | --------------- | ---------------------------------- |
| América     | 6               | 2004, 2005, 2007, 2008, 2009, 2010 |
| Tigres UANL | 6               | 2004, 2005, 2006, 2007, 2009, 2010 |
| Morelia     | 5               | 2004, 2006, 2007, 2008, 2009       |
| Monterrey   | 4               | 2006, 2007, 2008, 2010             |
| Guadalajara | 4               | 2004, 2005, 2006, 2009             |
| Atlante     | 3               | 2004, 2005, 2010                   |
| Estudiantes | 3               | 2007, 2009, 2010                   |
| Santos      | 3               | 2004, 2005, 2010                   |
| Chiapas     | 3               | 2005, 2007, 2010                   |
| Toluca      | 3               | 2004, 2005, 2008                   |
| Cruz Azul   | 3               | 2006, 2007, 2008                   |
| Necaxa      | 3               | 2005, 2006, 2007                   |
| Atlas       | 3               | 2004, 2008, 2009                   |
| Pachuca     | 2               | 2006, 2009                         |
| Puebla      | 1               | 2010                               |
| UNAM        | 1               | 2008                               |
| San Luis    | 1               | 2008                               |
| Veracruz    | 1               | 2006                               |

## Goleadores

### Histórico
| Jugador              | Equipo                     | Goles |
| -------------------- | -------------------------- | ----- |
| Omar Bravo           | Guadalajara                | 13    |
| Salvador Cabañas     | América y Chiapas          | 9     |
| Bruno Marioni        | Atlas                      | 7     |
| Cuauhtémoc Blanco    | América                    | 6     |
| Aldo de Nigris       | Tigres UANL                | 6     |
| Rodrigo Ruiz         | Santos y Estudiantes Tecos | 6     |
| Reinaldo Navia       | América                    | 5     |
| Walter Gaitán        | Tigres UANL                | 5     |
| Kléber Boas          | América y Necaxa           | 5     |
| Adolfo Bautista      | Guadalajara                | 4     |
| Carlos María Morales | Atlas                      | 4     |
| Jared Borgetti       | Santos                     | 4     |
| Manuel Pérez         | Atlas                      | 4     |
| Carlos Ochoa         | Guadalajara                | 4     |

### Por torneo
| Año  | Nombre                        | Club                      | Goles |
| ---- | ----------------------------- | ------------------------- | ----- |
| 2010 | Salvador Cabañas Rodrigo Ruiz | América Estudiantes Tecos | 4     |
| 2009 | Carlos Ochoa Edgar Benítez    | Guadalajara Pachuca       | 4     |
| 2008 | Bruno Marioni                 | Atlas                     | 5     |
| 2007 | Kléber Boas                   | Necaxa                    | 4     |
| 2006 | Aldo de Nigris Walter Gaitán  | Tigres UANL               | 4     |
| 2005 | Irenio Soares Javier Saavedra | Tigres UANL               | 3     |
| 2004 | Reinaldo Navia                | América                   | 6     |

### Goles más rápidos
| Jugador                 | Tiempo | Torneo         | Partido                                                      |
| ----------------------- | ------ | -------------- | ------------------------------------------------------------ |
| Bravo (Guadalajara)     | 1'     | InterLiga 2004 | Guadalajara 1:2 Santos 4 de enero de 2004 Primera Ronda      |
| Morales (Atlas)         | 1'     | InterLiga 2004 | América 2:2 Atlas 6 de enero de 2004 Primera Ronda           |
| De Nigris (Tigres UANL) | 1'     | InterLiga 2006 | Guadalajara 5:3 Tigres UANL 4 de enero de 2006 Primera Ronda |
| Villaluz (Cruz Azul)    | 3'     | InterLiga 2008 | América 3:3 Cruz Azul 12 de enero de 2008 Final 1            |
| Borgetti (Santos)       | 3'     | InterLiga 2004 | Guadalajara 1:2 Santos 4 de enero de 2004 Primera Ronda      |

### Goles por número
| N.º | Nombre           | Partido                | Fecha              |
| --- | ---------------- | ---------------------- | ------------------ |
| 1   | Jaime Durán      | Tigres UANL vs. Atlas  | 4 de enero de 2004 |
| 100 | Salvador Cabañas | Chiapas vs. Toluca     | 9 de enero de 2005 |
| 200 | Humberto Suazo   | Monterrey vs. San Luis | 8 de enero de 2008 |

## Series
En el transcurso del InterLiga la serie que se repetio en más ocasiones es la de (América-Atlas) en 5 ocasiones y tiene la particularidad que los primeros 3 encuentros fueron en la misma edición, le sigue la de (América-Morelia y Morelia-Toluca) con 3 enfrentamientos.
| Equipo 1  | GF | JG | E | JG | GF | Equipo 2    |
| América   | 6  | 2  | 0 | 0  | 2  | Atlante     |
| América   | 10 | 3  | 1 | 1  | 10 | Atlas       |
| América   | 2  | 1  | 0 | 0  | 1  | Chiapas     |
| América   | 3  | 0  | 1 | 0  | 3  | Cruz Azul   |
| América   | 1  | 0  | 1 | 0  | 1  | Guadalajara |
| América   | 0  | 0  | 0 | 0  | 0  | Monterrey   |
| América   | 6  | 3  | 0 | 0  | 1  | Morelia     |
| América   | 2  | 0  | 1 | 0  | 2  | Necaxa      |
| América   | 3  | 1  | 0 | 0  | 1  | Santos      |
| América   | 3  | 1  | 0 | 1  | 3  | Toluca      |
| América   | 4  | 0  | 2 | 0  | 4  | Estudiantes |
| América   | 4  | 1  | 2 | 0  | 2  | Tigres UANL |
| Atlante   | 1  | 0  | 0 | 1  | 4  | Atlas       |
| Atlante   | 3  | 0  | 1 | 0  | 3  | Guadalajara |
| Atlante   | 4  | 0  | 1 | 0  | 4  | Santos      |
| Atlante   | 3  | 0  | 0 | 2  | 5  | Tigres UANL |
| Atlas     | 2  | 1  | 0 | 0  | 0  | Morelia     |
| Atlas     | 3  | 0  | 1 | 0  | 3  | Pachuca     |
| Atlante   | 3  | 1  | 0 | 0  | 0  | San Luis    |
| Atlante   | 2  | 0  | 1 | 0  | 2  | Santos      |
| Atlante   | 0  | 0  | 1 | 0  | 0  | Toluca      |
| Atlante   | 2  | 1  | 1 | 0  | 0  | Tigres UANL |
| Chiapas   | 1  | 0  | 1 | 0  | 1  | Guadalajara |
| Chiapas   | 2  | 1  | 0 | 0  | 0  | Morelia     |
| Chiapas   | 4  | 1  | 0 | 1  | 1  | Necaxa      |
| Chiapas   | 2  | 1  | 0 | 0  | 1  | Toluca      |
| Chiapas   | 2  | 0  | 1 | 0  | 2  | Estudiantes |
| Cruz Azul | 2  | 0  | 1 | 0  | 2  | Guadalajara |
| Cruz Azul | 1  | 1  | 0 | 1  | 1  | Monterrey   |
| Cruz Azul | 2  | 0  | 0 | 2  | 4  | Necaxa      |
| Cruz Azul | 0  | 0  | 0 | 1  | 1  | San Luis    |
| Cruz Azul | 2  | 0  | 1 | 1  | 6  | Tigres UANL |

| Equipo 1    | GF | JG | E | JG | GF | Equipo 2    |
| Cruz Azul   | 1  | 1  | 0 | 0  | 0  | UNAM        |
| Guadalajara | 2  | 0  | 1 | 1  | 3  | Morelia     |
| Guadalajara | 1  | 0  | 1 | 0  | 1  | Necaxa      |
| Guadalajara | 2  | 0  | 1 | 1  | 3  | Santos      |
| Guadalajara | 1  | 0  | 0 | 1  | 2  | Toluca      |
| Guadalajara | 10 | 3  | 0 | 0  | 5  | Tigres UANL |
| Guadalajara | 2  | 1  | 0 | 0  | 1  | Veracruz    |
| Monterrey   | 2  | 0  | 1 | 0  | 2  | Morelia     |
| Monterrey   | 2  | 0  | 0 | 1  | 3  | Necaxa      |
| Monterrey   | 1  | 0  | 1 | 0  | 1  | Pachuca     |
| Monterrey   | 1  | 1  | 0 | 0  | 0  | San Luis    |
| Monterrey   | 1  | 0  | 0 | 2  | 4  | Tigres UANL |
| Monterrey   | 0  | 0  | 0 | 1  | 1  | UNAM        |
| Monterrey   | 2  | 1  | 0 | 0  | 1  | Veracruz    |
| Morelia     | 3  | 1  | 0 | 1  | 2  | Pachuca     |
| Morelia     | 3  | 1  | 0 | 0  | 2  | Santos      |
| Morelia     | 2  | 0  | 1 | 2  | 5  | Toluca      |
| Morelia     | 3  | 1  | 0 | 1  | 2  | Estudiantes |
| Morelia     | 0  | 0  | 0 | 1  | 1  | Veracruz    |
| Necaxa      | 0  | 0  | 0 | 1  | 2  | Toluca      |
| Necaxa      | 3  | 1  | 0 | 1  | 3  | Tigres UANL |
| Pachuca     | 1  | 1  | 0 | 0  | 0  | Toluca      |
| Pachuca     | 4  | 1  | 0 | 0  | 0  | Estudiantes |
| Pachuca     | 2  | 0  | 0 | 1  | 3  | Veracruz    |
| San Luis    | 2  | 1  | 0 | 0  | 0  | UNAM        |
| Santos      | 2  | 1  | 0 | 0  | 1  | Toluca      |
| Santos      | 3  | 0  | 0 | 2  | 4  | Tigres UANL |
| Toluca      | 2  | 1  | 0 | 0  | 0  | Estudiantes |
| Toluca      | 0  | 0  | 0 | 1  | 2  | Tigres UANL |

## Curiosidades
2004

- América y Atlas son los únicos equipos que han jugado 6 partidos en un solo torneo, cuando el máximo de partidos por torneo después de 2004 es de 4 juegos.

2006

- Se registró la marca más alta de goles anotados en una fecha (jornada 1), se anotaron 18 goles en los 4 partidos (2:3, 2:2, 0:1, 3:5).
- Tigres UANL es el único equipo en obtener un bicampeonato en el InterLiga.

2007

- El InterLiga 2007 fue inaugurado con los mismos equipos que cerraron el torneo anterior (Tigres UANL y Monterrey).
- En el InterLiga 2007 el Necaxa se convirtió en el primer equipo en ganar los 4 partidos disputados en el torneo.
- Chiapas ha participado dos veces en el InterLiga y en las dos ocasiones ha calificado a las Finales, pero ambas las ha perdido.

2008

- Se registró la marca más baja de goles anotados en una fecha (jornada 1), solo se anotaron 3 goles en los 4 partidos (1:0, 1:0, 0:0, 1:0).
- Es la segunda vez que un campeón no puede repetir su título (Santos en 2004 y Necaxa en 2007)
- Es la primera vez que el InterLiga presenta una canción oficial.
- Para definir la calificación del Atlas y Toluca se tuvo que realizar un sorteo con moneda al aire por primera vez en el InterLiga.

2010

- El vigente campeón del fútbol mexicano en ese momento (Monterrey) sale campeón de la InterLiga.